# Cobitis kellei
Cobitis kellei är en fiskart som beskrevs av Erk'akan, Atalay-ekmekçi och Nalbant, 1998. Cobitis kellei ingår i släktet Cobitis och familjen nissögefiskar. Inga underarter finns listade i Catalogue of Life.